# Clemensia distincta
Clemensia distincta là một loài bướm đêm thuộc phân họ Arctiinae, họ Erebidae.